# Philiris ariadne
Philiris ariadne är en fjärilsart som beskrevs av Robert Grant Wind och Clench 1947. Philiris ariadne ingår i släktet Philiris och familjen juvelvingar. Inga underarter finns listade i Catalogue of Life.